# Mfikiwa
Mfikiwa è una circoscrizione rurale (rural ward) della Tanzania situata nel distretto di Chake Chake, regione di Pemba Sud. Conta una popolazione di 2 036 abitanti (censimento 2012).